# Камино (Пезаро и Урбино)
Камино је насеље у Италији у округу Пезаро и Урбино, региону Марке.
Према процени из 2011. у насељу је живело 45 становника. Насеље се налази на надморској висини од 311 м.